# Resch&Frisch
Die Resch&Frisch Holding GmbH ist ein österreichischer Betrieb mit Sitz in Gunskirchen, der Back- und Teigwaren herstellt. Seit seiner Gründung 1924 hat er sich zu einem international tätigen Unternehmen entwickelt.

## Geschichte
1924 gründete Peter Resch – der Großvater des späteren Geschäftsführers und Inhabers Josef Resch (1954–2023) – eine Bäckerei in Wels-Pernau. 1950 errichteten Josef und Hertha Resch dort einen Neubau in der Schloßstraße 15. 1968 erhielt die Bäckerei eine Mehlsiloanlage. 1974 wurde die erste Filiale eingerichtet, von 1975 bis 1985 entstanden mehrere Verkaufsgeschäfte in Oberösterreich. Ab 1988 wurde ein Backsystem mit Teiglingen einschließlich Tiefkühlschrank und Backofen zum Fertigbacken entwickelt. 1990 führte das Unternehmen ein Franchise-System ein. 1992 startete Resch & Frisch in Deutschland mit einem Eigenvertrieb in München. Seit 1998 werden tiefgekühlte Backwaren an Privathaushalte geliefert, ein spezieller Haushaltsbackofen ist dabei enthalten.
2006 übernahm Josef Resch von Familienangehörigen alle Firmenanteile und wurde alleiniger Eigentümer und Geschäftsführer. Von 2011 bis 2013 erweiterte das Unternehmen seine Produktions- und Lagerkapazitäten in der Welser Uhlandstraße. Das Unternehmen übernahm 2013 ein vormaliges Salzburger Partnerunternehmen mit rund 260 Mitarbeitern. Im April 2015 wurde die erste Gastro-Vertriebsniederlassung in Vicenza, Italien eröffnet. Von 2015 bis 2017 übernahm das Unternehmen weitere Unternehmen beziehungsweise Filialen sowie die Marke Flöckner in Salzburg. Im Zug der Flüchtlingskrise in Europa ab 2015 stellte das Unternehmen in seinen Betrieben auch anerkannte Flüchtlinge beziehungsweise subsidiär Schutzberechtigte ein.
Im April 2016 wurde die erste Resch&Frisch „Liebesbrot“-Filiale in Leonding eröffnet.
2017 zog die Zentrale des Unternehmens infolge von Platzproblemen und eines Grundstückstreits nach Gunskirchen um, dort ist es seit 2015 mit einem Werk, Büros und einem Besucherzentrum vertreten.
2018 wurde eine neue Filiale im V-Center in Vorchdorf eröffnet.

## Organisation und Zahlen
Resch & Frisch betreibt Bäckerei-, Konditorei- und Café-Filialen. Zudem vertreibt es Teiglinge an private Haushalte und die Gastronomie; das Unternehmen gilt hier als Pionier. Lieferschwerpunkte sind dabei Österreich und Süddeutschland.
Ab 2018 wurde das Unternehmen von Josef Resch und seinem Sohn Georg Resch geführt, beide fungierten als Geschäftsführer. Das Familienunternehmen beschäftigte 2017 1.600 Mitarbeiter; der Gesamtumsatz lag bei rund 143 Millionen Euro. Im Folgejahr stieg der Umsatz auf 152,7 Millionen Euro, die Mitarbeiterzahl auf etwa 1700.
Produziert wird in zwei Welser Werken; das Unternehmen arbeitet zudem mit fünf in- und ausländischen Produktionspartnern zusammen. Das Filialnetz ist insbesondere auf Oberösterreich und auf die Stadt Salzburg konzentriert.
Das Backsystem für Privatleute ist nach Unternehmensangaben in 180.000 Haushalten Österreichs und Süddeutschlands vertreten. Nach Unternehmensangaben kommen 18.000 weitere Kunden aus dem Gastronomiebereich, hier aus Österreich, Deutschland, Italien, Schweiz, Slowenien, Slowakei, Tschechien, Niederlande, Belgien, Luxemburg, Liechtenstein und Dänemark.

## Auszeichnungen
2009 erhielt Resch & Frisch als erste österreichweit tätige Großbäckerei das AMA-Gütesiegel.
2012 wurde Resch & Frisch mit dem Top Hotel Star Award in Silber in der Kategorie Innovation für das „Glutenfrei-Sortiment“ im Rahmen der Internorga Hamburg ausgezeichnet.
2018 ist das Unternehmen mit der Bezeichnung für den Staatspreis nominiert ausgezeichnet worden.

## Konflikte
2013 fielen dem Arbeitsinspektorat bei Kontrollen 18.000 Verstöße gegen Arbeitszeit- und Arbeitsruheregeln auf – auch Verstöße im Minutenbereich zählen dazu. Dem Unternehmen wurde daraufhin ein Strafbescheid in Höhe von 900.000 Euro bzw. einer Million Euro zugestellt. In Verhandlungen und juristischen Auseinandersetzungen reduzierte sich der Betrag auf 350.000 Euro. Ende 2014 folgte ein Urteil des Landesverwaltungsgerichts Oberösterreich mit strafreduzierender Wirkung. Akzeptiert und gezahlt hat Resch & Frisch bis Jahresanfang 2015 davon 120.000 Euro. Den verbleibenden Betrag erkannte das Unternehmen nicht an und beabsichtigte, dagegen juristisch vorzugehen. 2016 sah Josef Resch in dieser Sache einen Endbetrag von 140.000 Euro als gerechtfertigt an.
Der Unternehmensleiter und Bezirksobmann der Wirtschaftskammer Oberösterreich Josef Resch, der öffentlich ein Verbot der Gewerkschaften forderte und die Arbeiterkammer Oberösterreich scharf angriff, weil dort „Ideologen“ tätig seien, wehrte sich entschieden gegen die Gründung eines Betriebsrates in seinen Betrieben. Resch & Frisch wendet den Kollektivvertrag (KV) für das Gewerbe an, nicht den Industrie-Kollektivvertrag. Die Gewerkschaftsseite kritisiert das, ebenso die Regelung, dass die Wirtschaftskammer die Entscheidung über die KV-Anwendung trifft.